# Сремска битка (1167)
Сремска битка или битка код Земуна била је битка 8. јула 1167. између византијске војске под војводи Андроника Контостефана и угарске војске под војводи Денеша. Византији је тад владао Манојло I, Угарској Стефан III.
Разлози за рат били су територијални конфликти око Хрватске и Далмације. Угарска, која је изгубила, морала је да попусти територијалним захтевима византијског царства, да се повуче из Београда, Голупца и Срема, да призна византијску контролу Далмације и Хрватске и да плаћа данак Византији. На византијској страни борила се, поред влашке и ломбардске помоћне војске, такође и једна српска помоћна војска са око 500 војника пешадије, коју је као византијски вазал морао да пошаље Стефан Немања. 

## Ток битке
Борбени поредак византијске војске у бици код Сирмијума (1167)
[Стретег Андроник Контостефан] нареди да Скити [тј. Кумани] и највећи део Персијанаца [тј. Турака] са неколико коњаника, који се боре копљима, иде напред. Затим су их на крилима следиле фаланге Ромеја [тј. Византинаца], које су предводили Коковасилије и Филокал, а поред њих и Татикије кога су звали Аспијет. Иза њих су ишли теже оклопљени војници помешани са стрелцима и тешко оклопљена чета Персијанаца. После њих, на оба крила, следили су Јосиф Вријеније и Георгије Врана, као и његов брат Димитрије и севаст Константин Аспијет, а затим Андроник владарев хартуларије, који се презива Лампарда, заједно са изабраним Ромејима, Алеманима [тј. Немцима] и Персијанцима. Најзад, у последњем реду налазио се стратег Андроник [Контостефан] са многим другим људима на гласу (какви се обично увек налазе уз цара док иде у рат) и италијанским плаћеницима, као и Србима, који су га позади следили наоружани копљима и опремљени дугуљастим штитовима.

Јован Кинам, Кратак преглед догађаја од Јована и Алексија Комнина, 6.7.
Према историчару Џону Халдону, византијска војска била је подељена на три дела. Средишњи део, коју је предводио Андроник Контостефан, чиниле су царске јединице из Цариграда, међу њима руски Варјази, затим најамници из Ломбардије, Италије, влашки коњаници и српска пешадија. На левој страни била је регуларна византијска војска, а са десне византијске елитне јединице, немачки и турски најамници.
Угари су своју војску распоредили такође на три дела, постављајући у сваком од њих своју коњицу напред, а пешадију иза коњице. Византијска војска бројала је неких 25.000 људи, а угарска, пак, неких 15.000 људи.
Борба је почела тако што су византијске јединице из средишњег дела кренуле у напад у покушају да изазову угарски контранапад. Угарска војска је кренула на византијску, при чему се византијска почела прво повлачити и затим да држи одређени положај. Истовременом лева страна са регуларном византијском војском је почела да ствара утисак да бежи са бојног поља, што је заправо била варка визатијске тактике. Варка је успела, лева страна је заобишла бојно поље и са стране ударила на угарску војску. Изненађене византијским нападом са стране, угарске јединице су почеле да се распадају, што је на крају довело до тога да је угарска војска морала да се повуче и преда битку.
Византијска војска је убедљиво добила битку, шта је утицало на угарски двор да прихвати све захтеве Византије. Историјски гледано, у бици код Земуна је Византија још једном, можда и последњи пут, показала своју војну надмоћ коју је имала у током последњих векова, коју ће изгубити у наредним деценијама.